# مطار تنريفه الجنوبي
مطار تنريفه الجنوبي (بالإسبانية: Aeropuerto de Tenerife Sur) (إياتا: TFS، إيكاو: GCTS)، هو مطار دولي يخدم جزيرة تنريفه بجزر الكناري، إسبانيا.

## خطوط وشركات الطيران

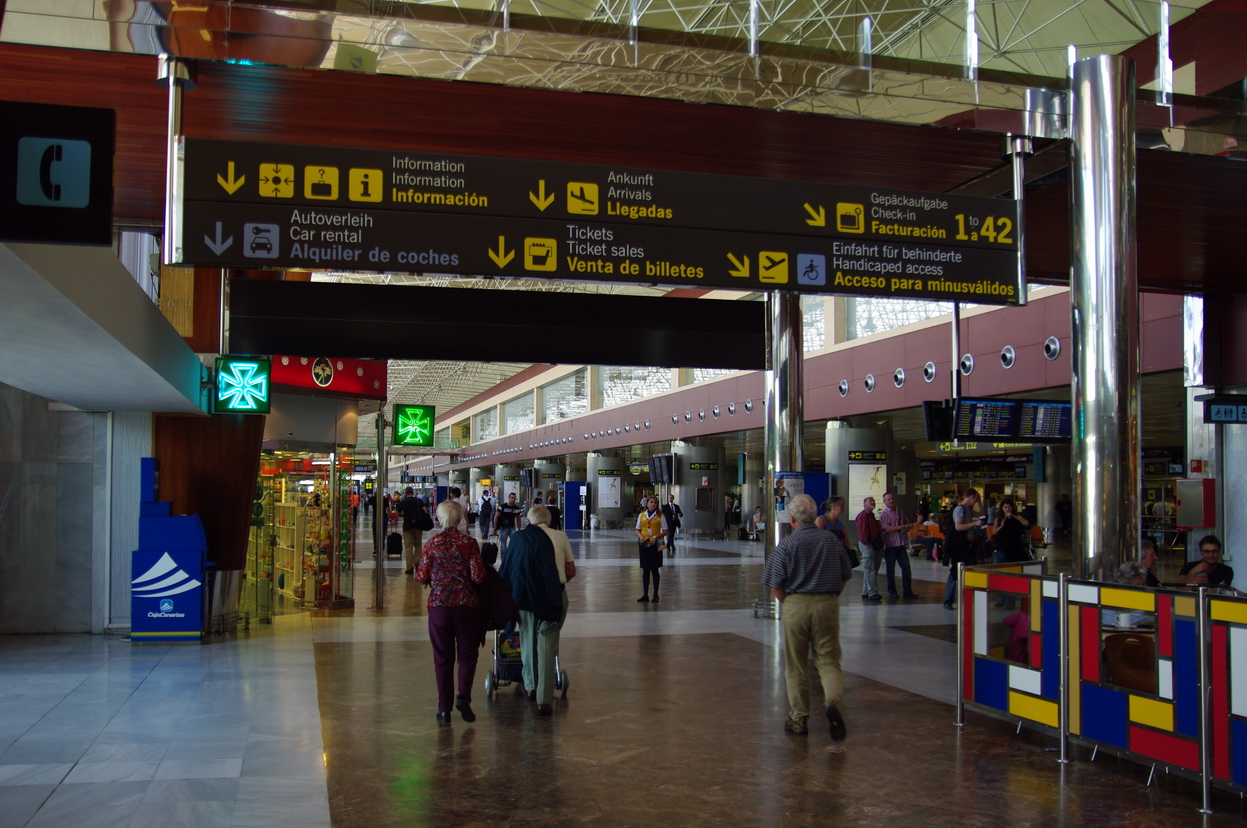
مطار تنريفه الجنوبي، صالة المغادرة

| شركـات طيـران              | الوجهات |
| -------------------------- | --- |
| أير لينغس                  | مطار دبلن الدولي موسمي: Cork (تستأنف 28 أكتوبر 2023) |
| طيران البلطيق              | موسمي: مطار ريغا الدولي، مطار تالين (تبدأ في 30 أكتوبر 2023)، Tampere (تبدأ في 1 نوفمبر 2023)، مطار فيلنيوس (تبدأ في 31 أكتوبر 2023) |
| الخطوط الجوية الفرنسية     | موسمي: مطار باريس شارل ديغول |
| الخطوط الجوية النمساوية    | مطار فيينا الدولي |
| بينتر كنارياس              | مطار كناريا الكبرى موسمي: مطار كريستيانو رونالدو |
| الخطوط الجوية البريطانية   | مطار غاتويك، مطار لندن هيثرو |
| خطوط بروكسل الجوية         | مطار بروكسل الدولي |
| Chair Airlines             | موسمي: مطار زيورخ الدولي |
| كوندور للطيران             | مطار دوسلدورف الدولي، مطار فرانكفورت، مطار هامبورغ، مطار لايبزيغ هاله، مطار ميونخ الدولي، مطار نورمبرغ (تستأنف 30 أكتوبر 2023)، مطار شتوتغارت الدولي |
| Corendon Airlines          | مطار كولونيا بون الدولي، مطار دوسلدورف الدولي، مطار هانوفر لانغنهاغن، مطار نورمبرغ |
| كوريندون هولاندا           | مطار سخيبول أمستردام، مطار ماستريخت آخن |
| إيزي جيت                   | مطار بازل - ميلوز - فريبورغ الأوروبي، مطار بلفاست الدولي، مطار برلين براندنبرغ، مطار بوردو ميرينياك، مطار بريستول، مطار إدنبرة، مطار جنيف الدولي، مطار ليفربول، مطار غاتويك، مطار لندن لوتن، مطار ليون سانت إكسوبيري، مطار مانشستر، مطار مالبينسا، مطار نانت، مطار نيس كوت دازور، مطار باريس شارل ديغول موسمي: مطار سخيبول أمستردام، مطار غلاسكو الدولي، مطار نابولي |
| إديلويس إير                | مطار زيورخ الدولي |
| يورو وينجز                 | مطار كولونيا بون الدولي، مطار دوسلدورف الدولي موسمي: مطار برلين براندنبرغ، مطار غراتس (تبدأ في 29 أكتوبر 2023)، مطار هامبورغ، مطار هانوفر لانغنهاغن (تستأنف 30 أكتوبر 2023)، مطار سالزبورغ، مطار شتوتغارت الدولي |
| Eurowings Discover         | موسمي: مطار فرانكفورت |
| فين إير                    | موسمي: مطار هلسنكي فانتا |
| Iberia Express             | مطار مدريد باراخاس الدولي |
| طيران آيسلندا              | مطار كيفلافيك الدولي |
| جيت تو دوت كوم             | مطار بلفاست الدولي، مطار برمينغهام، مطار بريستول، East Midlands ‏، مطار إدنبرة، مطار غلاسكو الدولي، Leeds/Bradford، مطار ليفربول (تبدأ في 28 مارس 2024)، مطار لندن ستانستد، مطار مانشستر، مطار نيوكاسل |
| لوفتهانزا                  | مطار فرانكفورت موسمي: مطار ميونخ الدولي |
| لوكس إير                   | مطار لوكسمبورغ |
| Marabu                     | مطار ميونخ الدولي |
| نيوس (شركة طيران)          | مطار بولونيا، مطار مالبينسا، مطار ليوناردو دا فينشي، Verona |
| آير شاتل النرويجية         | مطار كوبنهاغن، Oslo موسمي: Aalborg (تبدأ في 31 أكتوبر 2023)، Bergen، Gothenburg، مطار هلسنكي فانتا، Stavanger، مطار ستوكهولم أرلاندا |
| بلاي (شركة طيران)          | مطار كيفلافيك الدولي |
| رايان إير                  | مطار أكادير المسيرة الدولي، مطار برشلونة الدولي، مطار أوريو أل سيريو، مطار برلين براندنبرغ، مطار برمينغهام، مطار بولونيا، Bournemouth، مطار بريستول، مطار بروكسل شارلروا الجنوب، مطار كولونيا بون الدولي، Cork، مطار دبلن الدولي، East Midlands ‏، مطار إدنبرة، Glasgow–Prestwick، مطار كراكوف، Leeds/Bradford، مطار ليفربول، مطار لندن لوتن، مطار لندن ستانستد، مطار مدريد باراخاس الدولي، مطار مالقة الدولي، مطار مانشستر، مطار مارسيليا، مطار مالبينسا، مطار نابولي، مطار نيوكاسل، مطار بيزا الدولي، مطار بورتو الدولي، مطار ليوناردو دا فينشي، Santiago de Compostela ‏، مطار إشبيلية، Shannon، مطار تريفيزو، مطار بلنسية، مطار وارسو مودلين موسمي: مطار بوفيه - تيه، مطار بوردو ميرينياك، مطار آيندهوفن، مطار فرانكفورت هان، مطار كارلسروه/بادن-بادن، مطار ميمينجين، مطار نورمبرغ، مطار تولوز بلانياك، مطار ويزي |
| الخطوط الجوية الإسكندنافية | مطار كوبنهاغن موسمي: Gothenburg، Oslo، مطار ستوكهولم أرلاندا |
| خطوط ترافل سيرفس الجوية    | مطار فاكلاف هافيل الدولي موسمي: Brno |
| Sunclass Airlines          | موسمي عارض: Aalborg، Billund، مطار كوبنهاغن، Gothenburg، مطار هلسنكي فانتا، Malmö، Oslo، مطار ستوكهولم أرلاندا |
| Sundair                    | موسمي: مطار برلين براندنبرغ، مطار بريمن، Dresden، Kassel |
| تاب برتغال                 | مطار لشبونة |
| تاروم                      | موسمي: مطار هنري كواندا الدولي |
| ترانسافيا                  | مطار سخيبول أمستردام، مطار آيندهوفن، Groningen، مطار باريس أورلي، مطار روتردام لاهاي موسمي: مطار بروكسل الدولي، مطار ليون سانت إكسوبيري، مطار نانت |
| توي للطيران                | مطار أبردين، مطار برمينغهام، Bournemouth، مطار بريستول، مطار كارديف الدولي، مطار دبلن الدولي، East Midlands ‏، مطار إكستر، مطار غلاسكو الدولي، مطار غاتويك، مطار لندن ستانستد، مطار مانشستر، مطار نيوكاسل، Norwich موسمي: مطار بلفاست الدولي، مطار إدنبرة، مطار لندن لوتن |
| توي فلاي بلجيكا            | مطار أنتويرب (تبدأ في 30 يونيو 2023)، مطار بروكسل الدولي، مطار لييج، Ostend/Bruges |
| توي فلاي ألمانيا           | مطار دوسلدورف الدولي، مطار فرانكفورت، مطار هانوفر لانغنهاغن، مطار ميونخ الدولي، مطار شتوتغارت الدولي |
| أركي فلاي                  | مطار سخيبول أمستردام، مطار روتردام لاهاي موسمي: مطار آيندهوفن |
| TUI fly Nordic             | موسمي عارض: Gothenburg، Oslo، مطار ستوكهولم أرلاندا، Örebro |
| الخطوط الجوية المتحدة      | موسمي: مطار نيوآرك ليبرتي الدولي |
| فولوتيا                    | Asturias، مطار بوردو ميرينياك، مطار ليون سانت إكسوبيري، مطار مارسيليا، مطار نانت، مطار تولوز بلانياك موسمي: مطار بلباو (تبدأ في 11 أكتوبر 2023)، مطار ليل |
| خطوط فيولينغ الجوية        | مطار برشلونة الدولي، مطار غاتويك، مطار باريس أورلي موسمي: مطار سخيبول أمستردام، Billund، مطار كوبنهاغن |
| ويز للطيران                | مطار هنري كواندا الدولي، مطار بودابست فرانز ليست الدولي، مطار غدانسك ليخ فاونسا (تبدأ في 29 أكتوبر 2023)، مطار كاتوفيتشي، مطار ليوناردو دا فينشي، مطار فيينا الدولي، مطار وارسو فريدريك شوبان موسمي: مطار البندقية ماركو بولو |

## إحصائيات
|                       |
| تحديث : 16 مايو 2018. |

|               | المسافرين  | حركة الطائرات | الشحن (أطنان) |
| ------------- | ---------- | ------------- | ------------- |
| 2000          | 9,111,065  | 62,096        | 12,019        |
| 2001          | 9,111,065  | 61,055        | 11,469        |
| 2002          | 8,980,465  | 63,527        | 10,769        |
| 2003          | 8,852,878  | 62,506        | 8,775         |
| 2004          | 8,632,178  | 62,824        | 9,218         |
| 2005          | 8,631,923  | 63,649        | 9,770         |
| 2006          | 8,845,668  | 65,774        | 9,414         |
| 2007          | 8,639,341  | 65,036        | 9,168         |
| 2008          | 8,251,989  | 60,779        | 8,567         |
| 2009          | 7,108,073  | 49,779        | 5,371         |
| 2010          | 7,359,150  | 51,858        | 4,293         |
| 2011          | 8,656,487  | 58,093        | 4,480         |
| 2012          | 8,530,729  | 56,210        | 3,906         |
| 2013          | 8,701,983  | 55,987        | 3,395         |
| 2014          | 9,176,274  | 60,290        | 3,376         |
| 2015          | 9,117,514  | 58,462        | 2,844         |
| 2016          | 10,472,713 | 65,882        | 2,809         |
| 2017          | 11,248,882 | 69,846        | 2,797         |
| 2018          | 11,042,481 | 69,910        | 2,483         |
| 2019          | 11,168,506 | 70,277        | 2,188         |
| المصدر : إنير |            |               |               |